# Haemaphysalis dangi
Haemaphysalis dangi är en fästingart som beskrevs av Phan Trong 1977. Haemaphysalis dangi ingår i släktet Haemaphysalis och familjen hårda fästingar. Inga underarter finns listade i Catalogue of Life.